# Tuja (XVIII. dinasztia)

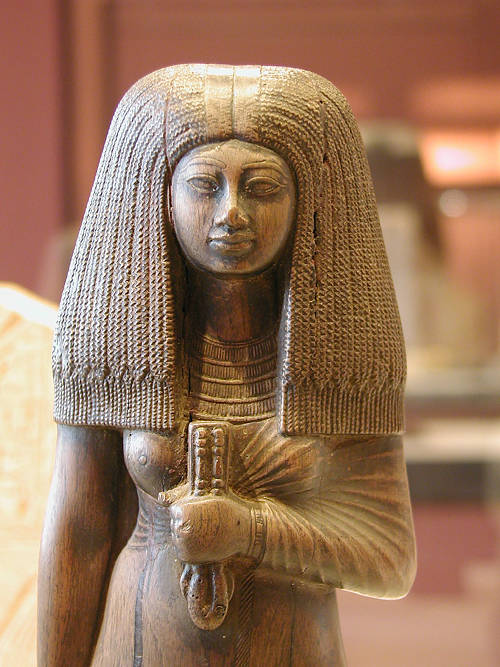
Tuja szobra a Louvre-ban

Tuja ókori egyiptomi nemesasszony a XVIII. dinasztia idején;  Juja felesége, III. Amenhotep feleségének, Tije királynénak, valamint Anen Ámon-papnak és egyes feltételezések szerint Ay fáraónak az anyja.
Tuja (a név talán az Ahhotep becéző alakja) a felső-egyiptomi Ahmím város helyi arisztokráciájához tartozott. Ámon és Min háremének felügyelője volt, ami a templomi szertartások során fontos szerepet betöltő zenészek és énekesek felügyeletét jelentette, és így fontos szerepet töltött be a XVIII. dinasztia ősanyja, Ahmesz-Nofertari királyné kultuszában, akinek lehetséges, hogy leszármazottja volt. Férje, Juja magas rangú katonatiszt volt, és talán ázsiai ősöktől származott.

## Gyermekei
III. Amenhotep számos emlékszkarabeuszon, melyeket azért bocsátott ki, hogy jeles eseményekről emlékezzen meg, megnevezi Tijét és annak szüleit is. Nem precedens nélküli az uralkodócsalád történetében, hogy Ámon háreme elöljárójának a leányából lesz a fáraó főfelesége; III. Thotmesz királynéja, Hatsepszut-Meritré anyja, Hui is ezt a pozíciót töltötte be; Hui férje pedig meglehet, hogy azonos azzal, aki Juja elődje volt a harci kocsisok parancsnoka poszton.
Anen főpapról, Ámon második prófétájáról onnan tudni, hogy Juja és Tuja fia volt, hogy anyja megemlíti koporsóján.
Ay szüleinek kilétéről nincs pontos adat, hogy ő is Juja és Tuja gyermeke volt, arra alapozzák, hogy neve és címei hasonlítanak a Jujáéhoz.

## Sírja és múmiája
Juja és Tuja sírja a Királyok völgye 46, melyet Theodore Davis megbízásából James Quibell tárt fel 1905-ben; Tutanhamon sírjának felfedezéséig (1922) ez volt a völgy egyetlen nagyrészt érintetlen ismert sírja. Bár a sírba betörtek, a sírrablókat megzavarhatták, mert a két múmia és tárgyak nagy része épségben fennmaradt. A sírban gyönyörű tárgyakat találtak, köztük számos unokájuk egyikének, Szitamonnak aranyozott székeit.
Tuja jó állapotban fennmaradt múmiája kulcsfontosságú szerepet játszott abban, hogy lányát, Tijét azonosítsák az ún. Idősebb hölgy nevű múmiával, amely a Királyok völgye 35 sírból került elő. Röntgenvizsgálatok már korábban megállapították, hogy a két múmia fejformája hasonló, ahogy az „Idősebb hölgy” hajának DNS-e is egyezést mutat Tijének azzal a hajfürtjével, melyet Tutanhamon sírjában találtak. Mindezek alapján azonban 2010-ig nem tartották bizonyosnak, hogy sikerült azonosítani Tije múmiáját; az ellenérvek közt szerepelt, hogy Tijének – amennyiben nem állt fenn társuralkodás III. Amenhotep és Ehnaton közt – halálakor idősebbnek kellett lennie, mint az „Idősebb hölgy” (bár a felnőtt múmiák korának meghatározása nem mindig egyértelmű), azonkívül a múmia 0-s vércsoportú, Juja és Tuja pedig mindketten az A vércsoportba tartoznak, ami elméletben nem teszi lehetetlenné, hogy a lányuk 0-s vércsoportú legyen, de az ingatag lábakon álló elméletet nem is erősítette meg.
A 2010-ben publikált, a XVIII. dinasztia végének családi kapcsolatait tisztázó DNS-vizsgálatok részeként az Idősebb hölgyet 99.99999929%-os biztonsággal azonosították Juja és Tuja leányaként, és 99.99999964% eséllyel bebizonyosodott, hogy ő és III. Amenhotep az Ehnatonként azonosított KV55 múmia szülei, így Tijét sikerült végleg azonosítani.